# Kerivoula kachinensis
Kerivoula kachinensis is een vleermuis uit het geslacht Kerivoula die voorkomt in het Namdee-bos in het zuiden van de staat Kachin in Myanmar en in de Vietnamese provincies Kon Tum en Lai Chau.
Het is een grote Kerivoula-soort met een afgeplatte schedel en een voorarm van ongeveer 42 mm. Deze soort heeft een harige bek maar naakte oren. De vacht is lang en dicht. De afgeplatte schedel suggereert dat deze soort gespecialiseerd is voor slaapplaatsen in kleine ruimtes, zoals onder boombast, net als Eudiscopus denticulus, de kleinkopbamboevleermuis (Tylonycteris pachypus) en Tylonycteris robustula, die in bamboebomen leven. De beschrijvers suggereren zelfs dat K. kachinensis misschien een nieuw ondergeslacht van Kerivoula vertegenwoordigt.